# Julian Alaphilippe
Julian Alaphilippe, född 11 juni 1992, är en fransk professionell cyklist.